# Oreophryne insulana
Espèce
Statut de conservation UICN

 DD  : Données insuffisantes
Oreophryne insulana est une espèce d'amphibiens de la famille des Microhylidae.

## Répartition
Cette espèce est endémique de Papouasie-Nouvelle-Guinée. Elle se rencontre dans les îles d'Entrecasteaux ainsi que sur l'île principale.

## Description
Oreophryne insulana mesure entre 37 et 40 mm.

## Publication originale
- Zweifel, 1956 : Microhylid frogs from New Guinea, with descriptions of new species. American Museum novitates, no 1766, p. 1-49 (texte intégral).